# Cattedrale di Hólar
La cattedrale di Hólar (in islandese: Hóladómkirkja) è un tempio della Chiesa Nazionale d'Islanda, nella piccola cittadina di Hólar, nel nord dell'Islanda.

## Storia
La chiesa è stata realizzata in pietra rossa proveniente dall'Hólabyrða, la montagna che svetta alle spalle di Hólar, la sua costruzione fu finanziata da donatori luterani di tutta la Scandinavia e fu terminata nel 1763. Anche se la sua costruzione risale solo alla metà del XVIII secolo, è la chiesa in pietra più antica d'Islanda.
Nel 1106 il paese fu organizzato diviso in due diocesi distinte: Skálholt era la sede della diocesi al Sud e Hólar al Nord, con Jón Ögmundsson come suo primo vescovo. Così come anche Skálholt, Holar divenne uno dei centri culturali più importanti in Islanda.
La cattedrale attuale si trova su una collina sulla quale prima di essa sono sorte altre sei chiese. La prima risale al 1050 circa, la seconda tra il 1050 e il 1106, la terza, prima con il rango di cattedrale, fu costruita dal vescovo Jón Ogmundsson poco dopo 1106, la quarta dal vescovo Jorundur Thorsteinsson intorno al 1300, la quinta da Mons. Pétur Nikulásson poco dopo il 1394, e la sesta nel 1627.
L'attuale cattedrale fu costruita al tempo del vescovo Gisli Magnusson e fu consacrata nel 1763.
Nel 1801 la diocesi fu abolita e Reykjavík divenne l'unica sede episcopale d'Islanda. La chiesa di Hólar perse quindi il suo status di cattedrale, riacquistato  nel 1909, quando Hólar divenne sede "suffraganea" di Reykjavík pur non creando un'apposita diocesi (ossia dando il titolo di vescovi di Hólar e di Skálholt ai due ausiliari nell'unica diocesi luterana).

## Descrizione
La cattedrale di Hólar presenta un'architettura semplice: si tratta di un semplice edificio di pietra rossa e tetto a due falde, senza ornamenti. Materiale di costruzione è in pietra arenaria rossa di una montagna vicina. Al suo interno si trova una pala d'altare scolpita realizzata in Germania intorno al 1500 e una fonte battesimale in steatite giunta in Islanda dalla Groenlandia su una banchisa galleggiante. Nella torre campanaria c'è un mosaico raffigurante il vescovo cattolico Jón Arason, giustiziato per essersi opposto alla Riforma danese.
Altri elementi importanti sono un grande crocifisso in legno del XVI secolo, due calici d'argento risalenti al XIII secolo, le tombe dei vescovi, una copia della Bibbia da Guðbrandur del 1584, prima traduzione in islandese della bibbia.